# Igor Banović
Igor Banović (Zara, 12 maggio 1987) è un calciatore croato, centrocampista del Novalja.

## Carriera
Ha giocato nella massima serie dei campionati croato, sloveno, moldavo, bulgaro e bielorusso.

## Palmarès

### Club

#### Competizioni nazionali
- Coppa di Bulgaria: 1

Lokomotiv Plovdiv: 2018-2019